# هگل ۱۴۸۴۵
سیارک ۱۴۸۴۵ (به انگلیسی: 14845 Hegel، نامگذاری:1988VS6) چهارده هزار و هشتصد و چهل و پنجمین سیارک کشف شده‌است که در ۳ نوامبر ۱۹۸۸ کشف شد.
قدر مطلق سیارک برابر ۱۳٫۰۰ است.